# マイケル・カーン
マイケル・カーン（Michael Kahn, 1935年12月8日 - ）は、アメリカ合衆国の編集技師。

## 人物
テレビシリーズの『Hogan's Heroes』などの編集を手掛けることで頭角を現し、以後、ジョージ・C・スコットやスティーヴン・スピルバーグの監督作品の編集を中心として30年以上にわたって活動している。
アメリカ映画編集者協会の会員である。
デジタル編集が多い現在、スティーヴン・スピルバーグ監督作品に限ってはフィルム編集をすることで有名。カーンは、「皆にとってはスティーヴンと私が未だにムヴィオラとKEMを使っていることは信じがたいことだろう。しかし、スティーヴンはフィルム特有の匂いや質感が好んでおり、私たちはそれを楽しんで編集しているのだ」と語っている。ジョージ・ルーカスは、「マイケル・カーンはアビッドを使って切っている誰よりも速くムヴィオラで切ることができる人間である」と評価している。

## 受賞歴
アカデミー編集賞には過去8回ノミネートされており、史上最多ノミネート者である。受賞数は3回であり、セルマ・スクーンメイカー、ダニエル・マンデル、ラルフ・ドーソンと並んでこれも過去最多である。受賞した作品は『レイダース/失われたアーク《聖櫃》』、『シンドラーのリスト』、『プライベート・ライアン』と、全てスティーヴン・スピルバーグ監督作品である。
英国アカデミー賞の編集賞では過去6回ノミネートされ、『シンドラーのリスト』と『危険な情事』の2回受賞。

## フィルモグラフィ

### 映画
- The Activist (1969)
- Touch Me (1971)
- Wild in the Sky (1972)
- 野獣戦争 Trouble Man (1972)
- 激怒 Rage (1972)
- ブラック・ミッション/反逆のエージェント The Spook Who Sat by the Door (1973)
- 黒帯ドラゴン Black Belt Jones (1974)
- ブラック・ハンター Truck Turner (1974)
- 黄金の針 Golden Needles (1974)
- Buster and Billie (1974)
- The Trial of Billy Jack (1974)
- The Savage Is Loose  (1974)
- 魔鬼雨 The Devil's Rain (1975)
- SF最後の巨人 The Ultimate Warrior (1975)
- サウス・ダコタの戦い The Return of a Man Called Horse (1976)
- ゼブラ軍団 Zebra Force (1976)
- 未知との遭遇 Close Encounters of the Third Kind (1977)
- アイズ Eyes of Laura Mars (1978)
- アイス・キャッスル Ice Castles (1978)
- 1941 1941 (1979) - 製作補佐も兼任
- ユーズド・カー Used Cars (1980)
- レイダース/失われたアーク《聖櫃》 Raiders of the Lost Ark (1981)
- ポルターガイスト Poltergeist (1982)
- 5人のテーブル Table for Five (1983)
- トワイライトゾーン/超次元の体験 第2話「真夜中の遊戯」 Twilight Zone: The Movie "Kick the Can" (1983)
- インディ・ジョーンズ/魔宮の伝説 Indiana Jones and the Temple of Doom (1984)
- 恋におちて Falling in Love (1984)
- グーニーズ The Goonies (1985)
- カラーパープル The Color Purple (1985)
- ウィズダム/夢のかけら Wisdom (1986)
- 危険な情事 Fatal Attraction (1987)
- 太陽の帝国 Empire of the Sun (1987)
- ミスター・アーサー2 Arthur 2: On the Rocks (1988)
- インディ・ジョーンズ/最後の聖戦 Indiana Jones and the Last Crusade (1989)
- オールウェイズ Always (1989)
- アラクノフォビア Arachnophobia (1990)
- トイ・ソルジャー Toy Soldiers (1991)
- フック Hook (1991)
- 生きてこそ Alive (1993)
- ジュラシック・パーク Jurassic Park (1993)
- シンドラーのリスト Schindler's List (1993)
- キャスパー Casper (1995)
- ツイスター Twister (1996)
- ロスト・ワールド/ジュラシック・パーク The Lost World: Jurassic Park (1997)
- アミスタッド Amistad (1997)
- プライベート・ライアン Saving Private Ryan (1998)
- ホーンティング The Haunting (1999)
- レインディア・ゲーム Reindeer Games (2000)
- A.I. Artificial Intelligence: AI (2001)
- マイノリティ・リポート Minority Report (2002)
- キャッチ・ミー・イフ・ユー・キャン Catch Me If You Can (2002)
- トゥームレイダー2 Lara Croft Tomb Raider: The Cradle of Life (2003)
- ピーター・パン Peter Pan (2003)
- ターミナル The Terminal (2004)
- レモニー・スニケットの世にも不幸せな物語 Lemony Snicket's A Series of Unfortunate Events (2004)
- 宇宙戦争 War of the Worlds (2005)
- ミュンヘン Munich (2005)
- 素敵な人生のはじめ方 10 Items or Less (2006)
- スパイダーウィックの謎 The Spiderwick Chronicles (2008)
- インディ・ジョーンズ/クリスタル・スカルの王国 Indiana Jones and the Kingdom of the Crystal Skull (2008)
- プリンス・オブ・ペルシャ/時間の砂 Prince of Persia: The Sands of Time (2010)
- パイレーツ・オブ・カリビアン/生命の泉 Pirates of the Caribbean: On Stranger Tides (2011)
- タンタンの冒険/ユニコーン号の秘密 The Adventures of Tintin: The Secret of the Unicorn (2011)
- 戦火の馬 War Horse (2011)
- リンカーン Lincoln (2012)
- シャドウハンター The Mortal Instruments: City of Bones (2013)
- ブリッジ・オブ・スパイ Bridge of Spies (2015)
- ペンタゴン・ペーパーズ/最高機密文書 The Post (2017)
- クリード 炎の宿敵 Creed II (2018)
- ウエスト・サイド・ストーリー West Side Story (2021)
- フェイブルマンズ The Fabelmans (2022)

### テレビ
- Hogan's Heroes (1965-1971)
- Night Slaves (1970)
- Eleanor and Franklin (1976)